# Šentjur, Pliberk
Šentjur (nemško St. Georgen) je naselje v Občini Pliberk v Okraju Velikovec na Koroškem v Avstriji.